# اکتن، شهرستان آرما
اکتن (به انگلیسی: Acton) یک روستا و آبادی در بریتانیا است.